# 战斗前夜
《战斗前夜》（法語：Veille d'armes）是一部於1935年上映的法國戰爭劇情片。該片由馬賽爾·萊皮埃執導和編劇，並改編自克勞德·法雷爾的同名戲劇劇本。電影由安娜貝拉和维克托·弗兰森主演。安娜貝拉在威尼斯影展贏得沃爾庇杯最佳女演員獎。

## 角色
- 安娜貝拉 飾 珍妮·德·科萊克斯
- 维克托·弗伦奇（法语：Victor Francen） 飾 卡皮坦尼·德·科萊克斯
- 加布里埃爾·西諾雷特（法语：Gabriel Signoret） 飾 莫布拉茲海軍上將
- 皮耶·雷諾瓦（法语：Pierre Renoir） 飾 布蘭堡指揮官
- 罗西娜·德雷昂（法语：Rosine Deréan） 飾 愛麗絲
- 罗贝尔·维达林（法语：Robert Vidalin） 飾 德埃特斯中尉
- 罗兰·图坦（法语：Roland Toutain） 飾 勒杜克
- 萊昂·阿爾維爾（法语：Léon Arvel）
- 莫里斯·貝克
- 馬塞爾·查維（法语：Marcel Charvey）
- 讓·杜諾（法语：Jean Dunot）
- 露西恩·沃爾特（法语：Lucien Walter）
- 雷蒙德·納萊（法语：Raymond Narlay）
- 亨利·理查德（法语：Henry Richard）

## 外部鏈接
- 互联网电影数据库（IMDb）上《战斗前夜》的资料（英文）